# یوهی هاماساکی
یوهی هاماساکی (ژاپنی: 濱崎 陽平؛ زادهٔ ۶ ژوئیهٔ ۱۹۸۷) یک بازیکن فوتبال اهل ژاپن است.
از باشگاه‌هایی که در آن بازی کرده‌است می‌توان به باشگاه فوتبال شونان بلمار اشاره کرد.